# Flughafen Sukhothai

i7
i11
i13
Der Flughafen Sukhothai (thailändisch ท่าอากาศยานสุโขทัย; IATA-Code: THS, ICAO-Code: VTPO) ist ein Regionalflughafen im Landkreis (Amphoe) Sawankhalok der Provinz Sukhothai in der Nord-Region von Thailand.

## Geschichte
Der Flughafen Sukhothai wurde am 12. April 1996 mit einer ersten Flugabfertigung offiziell eröffnet. Er hat ein einzigartiges Open-Air-Terminal, dessen Stil an den traditionellen Baustil im Norden Thailands erinnern soll. Bangkok Airways soll auf dem Gelände rund um den Flughafen Bio-Reis anbauen, der Teil der Inflight-Menüs ist.

## Lage
Der Flughafen Sukhothai liegt etwa 32 Kilometer nördlich des Zentrums der Provinzhauptstadt Sukhothai und ist ca. neun Kilometer von Sawankhalok entfernt.

## Allgemeines
Der Flughafen ist in privater Hand, sein Betreiber ist die Fluggesellschaft Bangkok Airways. Er erhielt für seine Bauweise bereits mehrere Auszeichnungen verliehen.

## Fluggesellschaften
- Bangkok Airways (Ziele: Bangkok, Lampang)